# Елой Асорін
Елой Хосе Аренас Асорін (ісп. Eloy José Arenas Azorín; нар. 19 лютого 1977, Мадрид, Іспанія) —  іспанський актор театру, кіно та телебачення. Син гумориста Елоя Аренаса.

## Біографія
Народився 19 лютого 1977 року в Мадриді в родині іспанського гумориста Елоя Аренаса та Амелії Асорін. Його мати є його представником у компанії Camelion, якою вона керує сама. У віці 19 років він знявся у своєму першому фільмі «Все про мою матір» Педро Альмодовара, і з тих пір він не припиняв працювати як у кіно, так і на телебаченні.
У 2006 році він зіграв Джоффре Борджіа у фільмі Антоніо Ернандеса «Лос Борджія» (ісп. Los Borgia).
З 2011 р. до 2013 р. він грав головного героя Хав'єра Аларкона в серіалі каналу Antena 3 «Гранд-готель», а з 2010 року - героя в серіалі Aída Еду, нареченого Паса.
З 2014 р. до 2015 р. грав Пабло в серіалі мережі Antena 3 під назвою «Sin identity», в якій зіграла Меган Монтанер.
Він брав участь у відеокліпах Canción de Guerra гурту Supersubmarina та Everyday, Everynight Russian Red.
У 2013 році він проводив церемонію нагородження конкурсу короткометражних фільмів «No te cortes».
У 2016 році він знявся у  120 серії серіалу «La que se avecina», де він грає Гонсало, привабливого вдівця, якому потрібна психологічна допомога Джудіт (Крістіна Кастаньо), і який закінчується психотичною шизофренією.
Актор написав передмову до книги «Жовтий світ» (ісп. El mundo amarillo) Альберта Еспіноса.
У січні 2018 року відбулась прем’єра серіалу Apaches на каналі Antena 3, в якому він зіграв головного героя.
У 2019-2020 рр. актор зіграв головного героя Фернандо Фебрагаса в іспаномовному телесеріалі виробництва Netflix та Bambú Producciones - «Відкрите море».

## Вибрана фільмографія

### Телесеріали
- Відкрите море, Фернандо Фабрегас (2019-2020)
- Континенталь[es], Антоніо Монтезіноса (2018)
- Зрада[es], Рафаель «Рафа» Сотомайор(2017-2018)
- Апачі[es], Едуардо Састре (2018)
- Той, що маячить[es], Гонсало. 120 серія (2016)
- Без ідентичності[es], Пабло Лопес Редондо (2014-2015)
- Червоний орел[es] отець Хав'єр. Серія: Червоний орел і Сатур. Перед новою таємницею (2013)
- Гранд-готель[es], Хав'єр Аларкон (2011-2013)
- Аїда[es], Еду. Повторювана роль (2010-2012)
- Біла рукавичка[es]
- Рис і тартана[es]
- Медичний центр[es], Даніель
- La vida en el aire[es]
- Qué loca peluquería
- Сестри[es] (1998)
- Аузіас Марк на каналі TVE

### Фільми
- 2006 — «Борджіа»
- 2002 — «Миротворці»

## Нагороди
- Premio Ercilla Revelación (2004)
- Найкращий актор на Міжнародному фестивалі комедійного кіно в Пенісколі для Besos para todos.